# Otto Lewe van Aduard
Otto Lewe van Aduard, né en 1752 à Tournai et mort dans cette ville le 9 mars 1821, est un homme politique néerlandais, membre de la Régence d'État, l'organe exécutif de la République batave, en 1801.
Colonel d'infanterie, il devient membre de la municipalité de Haarlem en 1797. Le 16 octobre 1801, il est nommé à Régence d'État. Il est cependant remplacé dès le mois de décembre par Campegius Gockinga pour des raisons de santé.